# Beans (rappeur)
Pour les articles homonymes, voir Beans.
Beans, de son vrai nom Robert Edward Stewart, II le 3 juillet 1971 à White Plains, État de New York, est un rappeur et producteur américain, membre du groupe Antipop Consortium.

## Biographie
Beans lance sa carrière musicale dans le collectif Brooklyn Boom Poetic Collective. Par la suite, il devient membre du trio de hip-hop Antipop Consortium formé en 1997. Le 17 avril 2000, il publie sa première œuvre musicale solo, Nude Paper au label Mo' Wax. Beans compte deux LPs et un EP sur l'ancien label d'Antipop Consortium, Warp Records, depuis le lancement de sa carrière solo. Il publie son premier album solo, Tomorrow Right Now, le 11 mars 2003,. Après plusieurs tournées aux côtés notamment de Rapture, Out Hud, El-P, Prefuse 73, et Mike Ladd, Beans publie un autre EP, Now, Soon, Someday,. L'année suivante, le 11 octobre 2004, Banks publie son deuxième album solo, Shock City Maverick,.
Son troisième album solo, Only est publié au label Thirsty Ear Recordings le 4 avril 2006,, et suit d'un quatrième album, Thorns, au label Adored And Exploited le 25 mars 2008. Le 11 février 2011, Beans publie son cinquième album solo, End It All sur anticon. Il est produit par Four Tet, Sam Fogarino d'Interpol, Clark, Tobacco, Fred Bigot, Nobody, Son Lux, Ade Firth, In Flagranti, et The Bumps. Le 31 mars 2017, après six ans d'absence, Beans publie trois albums en digital (Wolves of the world, Love me tonight et Haast), ainsi que son premier livre Die, Tonight.
Beans a, durant sa carrière, collaboré notamment avec Vernon Reid de Living Colour, Kool A.D., Ghislain Poirier, Arto Lindsay, Alec Empire, Funkstörung, Holy Fuck, Evil Nine, et DJ Shadow. En 2013, Beans collabore avec Mux Mool, sous le nom de Knifefight.

## Discographie

### Albums studio
- 2003 : Tomorrow Right Now (Warp)
- 2004 : Shock City Maverick (Warp)
- 2006 : Only (avec William Parker et Hamid Drake) (Thirsty Ear)
- 2007 : Thorns (Adored And Exploited Records)
- 2011 : End It All (Anticon)
- 2017 :
  - Wolves of the world (a night on canopy/TYGR RAWWK RCRDS)
  - Love me tonight (TYGR RAWWK RCRDS)
  - Haast (TYGR RAWWK RCRDS)
- 2018 : Nibiru Tut (Hello.L.A./TYGR RAWWK RCRDS)[8]

### EP
- 2004 : Now Soon Someday EP
- 2018 : Nights Without Smiles (Hello.L.A.)[9]

### Singles
- 2000 : Nude Paper / Star Killer
- 2003 : Mutescreamer
- 2003 : Phreek the Beet
- 2004 : Down By Law

### Collaborations
- 2005 : Cold as Hell de Ghislain Poirier sur l'album Breakupdown
- 2016 : The Blind Cage de Mark Pritchard sur l'album Under The Sun